# Deutsche Gesellschaft für Urologie
Die Deutsche Gesellschaft für Urologie e. V. (DGU) ist eine 1906 in Stuttgart gegründete deutsche wissenschaftliche Fachgesellschaft für Urologie mit Sitz in Düsseldorf.

## Geschichte
Der Verein wurde am 16. September 1906 in Stuttgart gegründet. Dies fällt in den Zeitraum der sich weiter ausdifferenzierenden naturwissenschaftlich orientierten Medizin am Ende des 19. und am Anfang des 20. Jahrhunderts.
Seit 1867 trafen sich Urologen zum wissenschaftlichen Austausch auf internationaler Ebene im Rahmen der „Allgemeinmedizinischen Kongresse“, die sich in der Folge der zweiten Weltausstellung in Paris etablierten.
1871 bot die Gründung der Deutschen Gesellschaft für Chirurgie initial operativ tätigen Ärzten eine Plattform zum professionalisierten wissenschaftlichen Austausch.
Als Muttergesellschaft im Zeitalter der sich ständig erweiternden und verstetigenden wissenschaftlichen Kommunikation in der Folge der Aufklärung gilt im deutschsprachigen Raum die 1822 in Leipzig von dem Naturphilosophen und Mediziner Lorenz Oken (1779–1851) gegründete „Gesellschaft deutscher Naturforscher und Ärzte“ (GDNÄ), die sich auf Initiative Alexander von Humboldts (1769–1859) seit 1828 durch die Ausbildung von Sektionen organisatorisch und wissenschaftlich ausdifferenzierte.
Auf der „68. Naturforscherversammlung“ im September 1896 in Frankfurt am Main trafen sich erstmals circa 10 bis 15 Urologen (u. a. Berg, Frank, Goldberg, Kollmann, Kümmell, Küster, Kulisch, Nitze, Mankiewitz) wohl auf Anregung des Dresdner Dermato-Urologen Felix Martin Oberländer (1849–1915) mit dem Ziel, „der Gründung einer Urologischen Fachgesellschaft näherzutreten“, ohne jedoch in den nächsten Jahren erfolgreich zu sein.
Im gleichen Jahre 1896 wurde die französische Gesellschaft für Urologie gegründet, 1902 die American Urological Association, der sofort einige deutschsprachige Urologen, unter anderen Leopold Casper und Maximilian Nitze, als Ehrenmitglieder angehörten.
Erst nach dem Tode des Inaugurators der praktikablen Blasenspiegelung (Zystoskopie), Maximilian Nitze (1848–1906), wurde dann auf der 78. Naturforscherversammlung in Stuttgart am 16. September 1906 die Gründung der Deutschen Gesellschaft für Urologie realisiert. Die Initiative war insbesondere von der Berliner Urologenschule ausgegangen, in der die jüdische Bildungselite überproportional repräsentiert war, wie Leopold Casper (1859–1959) und Carl Posner (1848–1926). Die Gruppe der Gründungsmitglieder spiegelte bereits die interdisziplinäre funktionell-organbezogene Interessenlage mit internationaler Ausrichtung wider – modern formuliert von der Andrologie über die operative Urologie und die Onkologie bis zur Zytologie mit Schwerpunkten in der Endoskopie und bei minimal invasiven Eingriffen – und zeigt anschaulich die einzelnen, das engere Fach übergreifenden, Netzwerke und Kommunikationszusammenhänge der jeweiligen Protagonisten. Gleichzeitig widerlegt diese heterogene Gruppierung die noch immer vertretene These der Abspaltung der Urologie aus der Chirurgie.
Neben den aus der operativen Medizin beziehungsweise aus der Chirurgie stammenden Vertretern wie
- James Israel (1848–1926), Leiter der operativen Abteilung des Berliner Jüdischen Krankenhauses,
- Hermann Kümmell (1852–1937), Hamburg-Eppendorf,
- Hans Wildbolz (1873–1940), Bern (deutschsprachige Schweiz),
- Anton Ritter von Frisch (1849–1917), Allgemeine Wiener Poliklinik, waren ebenfalls Vertreter der Dermato-Venerologie wie
- Arthur Kollmann (1858–1941), Leipzig,
- Felix Martin Oberländer (1851–1915), Dresden, dem andrologisch-sexualwissenschaftlich ausgerichteten
- Iwan Bloch (1872–1922), Berlin, Vertretern aus der Frauenheilkunde wie
- Walter Stoeckel (1871–1961), Berlin, aus der Physiologie bzw. Inneren Medizin wie
- Alexander von Korányi (1866–1944), Budapest, St. Stephan Spital,[3] oder
- Paul Friedrich Richter (1868–1935), III. Medizinische Klinik der Charité, Berlin, und besonders die zystoskopisch-endoskopisch-minimal invasiv tätigen Ärzte wie
- Leopold Casper,
- Robert Kutner (1867–1913), Berlin, und
- Felix Schlagintweit (1868–1950), München

als Gründungsmitglieder vertreten. Initial wurden alle Vorstandsposten doppelt mit Angehörigen des Deutschen Reiches sowie der k. u. k. Monarchie Österreich-Ungarn besetzt. Die Kongresse sollten alternierend in Berlin und Wien stattfinden.
Der amerikanisch-deutsche Wissensaustausch wurde von den deutschstämmigen Amerikanern Carl Beck (1856–1911), Willy Meyer (1858–1932) sowie dem Nestor der amerikanischen Urologie Hugh Hampton Young (1870–1945) bereits zu dieser Frühphase besonders etabliert.
Der erste Kongress der neu gegründeten Deutschen Gesellschaft für Urologie wurde für den 2.–5. Oktober 1907 nach Wien einberufen. Von 38 Gründungsmitgliedern war die Mitgliederzahl innerhalb eines Jahres auf 250 angestiegen, was das besondere Interesse am Fachgebiet als Querschnittsfach der Medizin und den besonderen Wunsch nach Austausch gut veranschaulicht. Nicht nur aus den deutschsprachigen Ländern (Deutsches Reich, Österreich-Ungarn Schweiz) stammten die Mitglieder und Vortragenden, sondern auch aus den USA, Holland, Frankreich, Polen, Italien, Mandschurei, Griechenland und Japan.
Dieses Forum diente 1907 ebenfalls zur Annoncierung der „Internationalen Gesellschaft für Urologie“.
Zu den frühen (seit 1911) weiblichen Mitgliedern, die auch mit wissenschaftlichen Präsentationen vertreten waren, gehörte die jüdische Wiener Gynäko-Urologin Dora Teleky (1879–1963).
1983 war Gerhard Rodeck Präsident der Deutschen Gesellschaft für Urologie.

## Ziele
Der Verein ist eine gemeinnützige Vereinigung von Urologen sowie urologisch interessierten Ärzten. Sie dient in der Form eines eingetragenen Vereins der Förderung von Wissenschaft, Lehre, Fort- und Weiterbildung, klinischer Zusatzweiterbildungen und Krankenversorgung auf dem Gebiet der Urologie. Letztere umfasst auch die Versorgung urologischer Tumoren, die etwa ein Viertel aller Krebserkrankungen in Deutschland ausmachen. Die Gesellschaft veranstaltet jährlich einen wissenschaftlichen Kongress, der mit bis zu 7.000 Teilnehmern der größte deutschsprachige und weltweit drittgrößte Urologenkongress ist. Die Gesellschaft vergibt diverse wissenschaftliche Preise. Höchste wissenschaftliche Auszeichnung ist der Maximilian-Nitze-Preis. Seit 2000 gibt es das Museum und Archiv der Deutschen Gesellschaft für Urologie, das sich seit Sommer 2019 in der Berliner DGU-Geschäftsstelle befindet.
Schwerpunkte der Tätigkeit sind:
- Forschungsförderung: Hierzu gehören das jährliche „Symposium Urologische Forschung“, die Veranstaltung von Workshops mit Forschungsthemen, der monatliche Newsletter Forschung, das nationale urologische Studienregister und die Vergabe von Ferdinand-Eisenberger-Stipendien an Nachwuchs-Wissenschaftler.
- Leitlinien: Die Gesellschaft widmet sich der Erstellung urologierelevanter medizinischer Leitlinien. Die unter ihrer Federführung erstellten Leitlinien sind im Leitlinienregister der AWMF veröffentlicht.
- Fortbildungsakademie: Die Gesellschaft unterhält eine Fortbildungsakademie. Die Akademie organisiert Fortbildungsveranstaltungen für Urologen und urologisches Assistenzpersonal und führt Fortbildungspunktekonten für ihre Mitglieder.
- Nachwuchsförderung: Hierzu gehören, neben den genannten Ferdinand Eisenberger-Stipendien, das „Logbuch“ der Facharztausbildung, Preise für herausragende Medizinstudenten, Doktoranden und wissenschaftlich tätige Urologen unter 35 Jahren, die Juniorakademie sowie das Schülerprogramm „Werde Urologin/Urologe für einen Tag“, das jährlich in Zusammenarbeit mit der Vereinigung urologischer Assistenten (GeSRU) durchgeführt wird.
- Öffentlichkeitsarbeit: Die Gesellschaft gibt Pressemitteilungen und Patienteninformationen zu urologischen Themen heraus und unterhält ein Internetportal. Zur Öffentlichkeitsarbeit gehört die Herausgabe von laienverständlichen Informationsbroschüren zu Krankheitsbildern wie dem Harnsteinleiden, dem benignen Prostatasyndrom, der Inkontinenz, zur HIV-Impfung, zur Jungensprechstunde oder zur Prävention urologischer Erkrankungen.

## Struktur
Ordentliches Mitglied der Gesellschaft kann jeder Urologe werden. Für Ärzte in der Weiterbildung für Urologie ist der Erwerb einer Juniormitgliedschaft möglich. Wissenschaftler, die keine Urologen sind, aber auf dem Gebiet arbeiten, können assoziierte Mitglieder werden. Daneben gibt es Ehrenmitglieder und korrespondierende Mitglieder. Organe des Vereins sind die Mitgliederversammlung, der Ausschuss und der Vorstand. Des Weiteren werden 23 Arbeitskreise, neun Arbeitsgemeinschaften und zwei Kommissionen unterhalten. Die Gesellschaft hat über 7.500 Mitglieder (Stand November 2023).
Die Gesellschaft hat Geschäftsstellen in Düsseldorf und Berlin.
Geschäftsführer sind Frank Petersilie (Düsseldorf) und Holger Borchers (Berlin).
Vorstand der Gesellschaft im Amtsjahr 2024/2025
| Funktion                                    | Name                                                                    |
| ------------------------------------------- | ----------------------------------------------------------------------- |
| Generalsekretär und Sprecher des Vorstandes | Maximilian Burger, Regensburg                                           |
| Präsident                                   | Bernd Wullich, Erlangen                                                 |
| 1. Vizepräsident                            | Susanne Krege, Essen                                                    |
| 2. Vizepräsident                            | Maurice Stephan Michel, Mannheim                                        |
| Schatzmeister                               | Christian Bolenz, Ulm                                                   |
| Schriftführer                               | Axel S. Merseburger, Lübeck                                             |
| Ressort Leitlinien und Qualitätssicherung   | Laura-Maria Krabbe, Münster                                             |
| Ressort Wissenschaft und Praxis             | Daniela Schultz-Lampel, Villingen-Schwenningen, und Frank König, Berlin |
| Ressort Forschungsförderung                 | Christian Thomas, Dresden                                               |
| Ressort Fort- und Weiterbildung             | Boris Alexander Hadaschik, Essen                                        |
| Archivar (nicht Vorstandsmitglied)          | Dirk Schultheiss, Gießen                                                |

## Publikationen
- Die Urologie (vormals Der Urologe)[8] – Publikationsorgan der Deutschen Gesellschaft für Urologie und des Berufsverbandes der Deutschen Urologen e. V., Springer Medizin Heidelberg, ISSN 0340-2592

## Medienpreis Urologie
Seit 2014 verleiht die Deutsche Gesellschaft für Urologie einen Medienpreis für „herausragenden journalistischen Beitrag über ein urologisches Thema“
Preisträgerinnen und Preisträger
- 2024: Heiko Gogolin – „Bin ich normal? Urologie-Sprechstunde“(Rocket Beans TV)
- 2023: Niels Walker –  „Hodenkrebs rechtzeitig erkennen durch regelmäßige Vorsorge“(Visite, NDR)
- 2022: Anika Tietze, Stefan Hoge – "Wundersaft Sperma: Ein Teelöffel Erbinformation" (3SAT)
- 2021: Marco Giacopuzzi – "Max – Leben mit der neuen Niere" (Hessischer Rundfunk)
- 2020: Malcolm Ohanwe Marcel Aburakia – "Penis-Gesundheit & Beschneidung der Vorhaut" (Kanackische Welle)
- 2019: Ben Bode – "Hodenkrebs – Gefahr für junge Männer" (Westdeutscher Rundfunk)
- 2018: John Kantara – "Tabu Inkontinenz" (3sat)
- 2017: Sonja Gibis – „Prostatakrebs: Pro und contra PSA-Test“  (Apotheken Umschau)
- 2016: Franziska Lehnert – „Observieren oder operieren“ (FOCUS Magazin)
- 2015: Alexander Czogala – „Impotenz – die Angst der Männer“ (Norddeutscher Rundfunk)
- 2014: Marthe Kniep – "Beschneidung von Jungen" (Bravo)

## Zusammenarbeit
Die Deutsche Gesellschaft für Urologie e. V. arbeitet mit folgenden nationalen und internationalen Organisationen zusammen:
- Berufsverband der Deutschen Urologie e. V.
- European Association of Urology
- European Board of Urology
- Arbeitsgemeinschaft der Wissenschaftlichen Medizinischen Fachgesellschaften (AWMF), Mitglied seit 1962
- American Urological Association